# شركة تشاينا باسيفك للتأمين
شركة تشاينا باسيفك للتأمين (مجموعة) المحدودة (سبيك) المعروفة باسم التأمين المحيط الهادئ ، هي شركة تأمين صينية. تم تأسيسها على أساس شركة شركة تشاينا باسيفك للتأمين السابقة ، والتي تأسست عام 1991 والتي وافق عليها بنك الشعب الصيني. مقرها في شنغهاي . 
تعد سبيك جروب ثاني أكبر شركة تأمين على الممتلكات (بعد شركة التأمين الشعبية الصينية ) وثالث أكبر شركة تأمين على الحياة (بعد الصين للتأمين على الحياة وبينغ آن للتأمين ) في البر الرئيسي للصين .  يقدم خدمات التأمين المتكاملة، بما في ذلك التأمين على الحياة والتأمين على الممتلكات وإعادة التأمين ، من خلال الشركات التابعة لها . 
تقدم الشركة منتجات وخدمات التأمين على الحياة والممتلكات من خلال فروعها ، شركة تشاينا باسيفك للتأمين الحياة المحدودة وشركة شركة تشاينا باسيفك للتأمين على الممتلكات المحدودة. ، على التوالي. من خلال شركتها الفرعية شركة تشاينا باسيفك لإدارة الأصول المحدودة ، تشارك الشركة أيضًا في الإدارة وتقديم الخدمات الاستشارية المتعلقة بإدارة الأصول  وتشغيل أصول التأمين. تشمل منتجات التأمين على الممتلكات في الشركة التأمين على السيارات، والتأمين على ممتلكات الأسرة، والتأمين ضد المسؤولية، والتأمين من نوع الاستثمار والتأمين ضد الحوادث / التأمين ضد الإصابة، في حين تشمل منتجات التأمين على الحياة تأمين الوقف، والتأمين الصحي ، وتأكيد الأحداث، وخدمات تغطية التأمين، والتأمينات الصغيرة.

## روابط خارجية
- الموقع الرسمي